# ایرینا دانیلیان
ایرینا لئونیدی دانیلیان (ارمنی: Իրինա Լեոնիդի Դանիելյան؛ انگلیسی: Irina Danielyan؛ ۳۱ مارس ۱۹۶۵) یک بازیگر اهل ارمنستان است. وی از سال میلادی تا کنون مشغول فعالیت می‌باشد.

## زندگی‌نامه
وی در ۳۱ مارس ۱۹۶۵ در ایروان به دنیا آمد و از کالج دولتی موسیقی رومانوس ملیکیان (۱۹۸۵) و تئاتر مجلسی ایروان فارغ‌التحصیل شد. هراند توخاتیان همسر وی می‌باشد.

## گزیده فیلمشناسی
از فیلم‌ها یا برنامه‌های تلویزیونی که وی در آن نقش داشته است می‌توان به حیاط ما ۲ اشاره کرد.